# Javid Hamzatau
Javid Hamzatau est un lutteur biélorusse (en russe Dzhavit Gamzatov, de nationalité russe) né le 27 décembre 1989 à Kiziliourt au Daghestan. Il a remporté une médaille de bronze en moins de 85 kg aux Jeux olympiques d'été de 2016 à Rio de Janeiro.